# Wrocław Poświętne
Wrocław Poświętne – dawna wąskotorowa stacja kolejowa we Wrocławiu, na dawnym osiedlu Poświętne, w województwie dolnośląskim, w Polsce. Została otwarta w 1898 roku i funkcjonowała do 1958 roku.